# ケニー・モリソン
ケニー・モリソン（Kenny Morrison,  1974年12月31日 - ）は、アメリカ合衆国の俳優、元子役である。

## 来歴
1974年、カリフォルニア州ロサンゼルスに生まれる。アイルランド、スペインそしてフィリピンの血を引いている。子役として1987年にテレビドラマ『The Wizard』でテレビデビューを果たし、キャリアをスタートさせた。その後、いくつかのテレビ映画やテレビドラマなどへ出演し、1990年にミヒャエル・エンデ原作の小説を映画化したファンタジー映画の続編『ネバーエンディング・ストーリー 第2章』で、前作のノア・ハザウェイに変わりアトレーユを演じたことで知名度を得た。その後も実写版の『ミュータント・ニンジャ・タートルズ2』などへ出演するが、これといった代表作には恵まれていない。2009年に出演した『Baja Beach Bums』を最後に現在は俳優業は休止状態にある。

## 出演作品

### 映画
- アウトロー無宿/ ライフルヒート The Quick and the Dead (1987) ※テレビ映画
- ヒロシマ・メイデン Hiroshima Maiden (1988) ※テレビ映画
- キャンディウッドローン Caddie Woodlawn (1989)
- ネバーエンディング・ストーリー 第2章 The Neverending Story II: The Next Chapter (1990)
- ミュータント・ニンジャ・タートルズ2 Teenage Mutant Ninja Turtles II: The Secret of the Ooze (1991)
- Horses and Champions (1994)
- Triples (1998)
- L.A. D.J. (2004)
- ポルノ Porno (2004)
- リトルアテネ Little Athens (2005)
- I'll Be There with You (2006)
- Baja Beach Bums (2009)

### テレビドラマ
- The Wizard (1987)
- 頑固じいさん孫3人 Our House (1987)
- Who's the Boss? (1988)
- 愉快なシーバー家 Growing Pains (1988, 1990)
- 毒網大戦 Drug Wars: The Camarena Story (1990)
- スタートレック:ヴォイジャー Star Trek: Voyager (1995)
- Beyond Belief: Fact or Fiction (1998)
- CSI:科学捜査班 CSI: Crime Scene Investigation (2004)

## 参照
1. ↑  “Kenny Morrison Biography”. 2014年7月2日閲覧。